# Prîiut, Nikopol
Prîiut (în ucraineană Приют) este un sat în comuna Pavlopillea din raionul Nikopol, regiunea Dnipropetrovsk, Ucraina.

## Demografie
Componența lingvistică a localității Prîiut
     Ucraineană (92,86%)
     Rusă (7,14%)
Conform recensământului din 2001, majoritatea populației localității Prîiut era vorbitoare de ucraineană (92,86%), existând în minoritate și vorbitori de rusă (7,14%).